# 王守信 (山西)
王守信（？—？）籍贯不详，中华民国政治人物。

## 生平
1937年10月15日晋北自治政府成立，前岛升任最高顾问。王守信任前岛升的翻译。后来，王守信接任晋北自治政府委员。
1938年1月，晋北自治政府最高顾问前岛升的翻译王守信在前岛升授意下，召集夏恭（晋北自治政府最高委员）、田汝弼（晋北自治政府民生厅厚生科长）、郑平甫（蒙疆银行大同分行监理）等人，以及部分地方士绅，组织大同感日协进会。不久，该会更名为兴亚协进会。兴亚协进会总会以夏恭任会长，田汝弼任副会长，郑平甫任理事长，王守信任秘书长。